# Герб Красного (селища)
Герб Красного — один з офіційних символів селища Красне, Золочівського району Львівської області.
Автори — Уляна Гречило та Андрій Гречило.

## Історія
Герб затвердила сесія селищної ради рішенням від 22 серпня 2001 року.

## Опис (блазон)
У синьому полі золотий перекинутий вилоподібний хрест, у центрі якого червона троянда із золотим осердям і зеленими листочками.

## Зміст
Троянда вказує на назву поселення, яка походить від слова «красний», тобто «гарний» (наприклад, «гарний як ружа»). Вилоподібний хрест символізує три гілки залізниці, які сходяться у Красному й уособлює одну з основних галузей, у якій працюють місцеві мешканці.